# Національна заслужена капела бандуристів України імені Георгія Майбороди
Національна заслужена капела бандуристів України імені Георгія Майбороди — музичний колектив, заснований у Києві 1918 року видатним бандуристом Василем Ємцем.

## Історія

### Кобзарський хор (1918—1919)
Капела відлічує свою історію з серпня 1918 року, відколи бандуристом Василем Ємцем був заснований «Кобзарський хор» з семи артистів, а згодом — капелу з дванадцяти. У березні 1919 року після концерту, присвяченого Т. Шевченкові, колектив припинив своє існування.

### Київська капела бандуристів (1923—1934)
У 1923 році капела відновила свою діяльність під керівництвом учасника попередньої капели Григорія Копана.
У 1919—1921 роках капелою керував Григорій Андрійчик, у 1921—1924 роках капела через невлаштованість суспільного життя, тимчасово не працює.
У 1924—1926 роках капелу знову очолює Григорій Андрійчик. Паралельно в Полтаві виникає з товариства кобзарів капела бандуристів, яку очолює Володимир Кабачок (роки керівництва 1935—1934).
У 1926—1927 роках київською капелою керує Григорій Копан. У 1927—1928 роках — Борис Данилевський. У 1928—1930 роках до керма капели стає Михайло Полотай. У 1930—1933 роках колективом керує видатний бандурист Микола Опришко. У 1933—1934 роках знову — Борис Данилевський. У 1934—1935 роках капела без керівника вимушено перебуває у складі хорової капели «Думка».

### Перша зразкова капела бандуристів Наркомосу УРСР (1935—1940)
У 1935 році з метою створення зразкової капели бандуристів обидві капели — Київську і Полтавську об'єднують в один мистецький колектив — «Перша зразкова капела бандуристів Наркомосу України» з місцем перебування в Києві. Об'єднаний колектив очолює відомий диригент — Микола Михайлов. Він керує колективом у 1935—1936 роках. У 1936—1937 роках колектив знову очолює Микола Опришко. У 1937—1938 роках колектив бандуристів очолює Дмитро Балацький. У 1938—1941 роках — Данило Піка.

### Українська капела бандуристів імені Тараса Шевченка (1941—)
У 1941 році капелу єдиний з усіх державних колективів не евакуюють через початок війни, її артистів відправляють на фронт. Гинуть два її мистецькі керівники: Микола Опришко та Данило Піка, а також артист Олександр Булдовський.
У 1942—1944 роках в умовах німецької окупації капела відновлює свою діяльність. Колектив очолює Григорій Китастий. Він створює, по суті, новий колектив — капелу бандуристів імені Т. Г. Шевченка. Він спершу гастролює в окупації, потім потрапляє в Німеччину, де частково поновлює свою діяльність, аж поки у 1949 році не емігрує до США у Детройт.

### Державна капела бандуристів Української РСР (1946—)
На теренах України з тих артистів, які залишились живими й не емігрували, створюється Державна капела бандуристів Української РСР у 1946 році під керівництвом Олександра Міньківського. Роки керівництва — 1946—1974. Олександрові Міньківському вдається створити колектив високої хорової культури. Під орудою групи майстрів капели з виготовлення бандур, очолюваної Іваном Склярем, створюється уніфікована оркестрова бандура «Чернігівка» київського типу, з валиком-перестроювачем тональностей, що дає змогу виконувати твори з модуляціями — переходами в іншу тональність, дає змогу виконувати твори світової класики, окрім усталеного основного репертуару українських народних дум, історичних та народних пісень. До співпраці з капелою залучаються видатні співаки: Іван Козловський, Борис Гмиря, Діана Петриненко, Андрій Кікоть, Петро Білинник та багато інших. Капела гастролює у багатьох країнах світу, зокрема, у Болгарії, Польщі, Румунії, Чехословаччині та Японії.
Оркестровий склад капели поповнюється бандурами різних типів: бандура бас, бандура-контрабас, бандура альт, бандура прима, кобза. У 1951 році капелі надано почесне звання «заслуженої». У 1962 році при капелі створюється студія з підготовки акторських кадрів, яку очолює Микола Гвоздь. Вона готує для капели кадри, які з часом, здобувши середню та вищу спеціальну освіту, поповнюють ряди капели. У 1974—1977 роках капелу очолював Григорій Куляба — талановитий диригент. Він тримав високий професійний рівень колективу, однак припустився ідеологічних помилок, занадто заграючи з тодішнім режимом брежнєвського застою і зробивши репертуар капели наполовину російськомовним, про що свідчить і зміст платівки, випущеної в ті роки.
Після Олександра Міньківського керівництво капелою перебрав Григорій Куляба.
Згодом у 1977 році капелу очолив видатний бандурист Микола Гвоздь (роки керівництва 1977—2010). У житті колективу це була епоха, як і в часи Олександра Миньківського. Він створив колектив високої хорової культури, Микола Гвоздь як бандурист-віртуоз сприяв поповненню капели висококваліфікованими кадрами бандуристів, які б віртуозно володіли інструментом. При капелі створили оркестрову групу «Козаки» (тривалий час її очолював — понад 20 років — народний артист України Дмитро Попічук), де є інструменти цимбали, контрабас, сопілки, баян, ударні інструменти. Співпрацювали з видатними співаками — Дмитром Гнатюком, Миколою Огреничем, Анатолієм Солов'яненком, Марією Стеф'юк та багатьма іншими. Плідною була співпраця з видатним композитом Георгієм Майбородою, який зробив понад 100 обробок народних пісень для капели.
Плідною була співпраця капели з композиторами Олександром Білашем, Віталієм Кирейком, Анатолієм Коломійцем, Миколою Дремлюгою, Г. Гемберою, Костянтином Мясковим. Капела випустила 5 платівок, 6 компакт-дисків народних пісень, стала виконувати більш складні форми — кантати Кирила Стеценка «Молітесь, братія», «У неділеньку святую», Гната Хоткевича «Байда». Капела нерідко виїздила з гастролями за кордон, побувала в Великій Британії, Канаді, Німеччині, Франції. Цікавою гранню її творчості стало виконання і духовної музики — хорових творів Артема Веделя, Олександра Архангельського, Олександра Гречанінова, Дмитра Бортнянського та інших.
У 1983 році за видатні творчі досягнення капелу відзначено званням лауреата Національної премії України імені Тараса Шевченка.
У 1995 році колективу присвоєне ім'я видатного українського композитора Георгія Майбороди.
У 1997 — капелі надано статус Національного колективу. Відтоді вона іменується Національною заслуженою капелою бандуристів України імені Г. І. Майбороди.
З вересня 2010 по вересень 2013 генеральним директором та художнім керівником був Віктор Скоромний. Він зберіг в основному і репертуарні набутки капели, звісно при цьому виявивши власне бачення у трактуванні музичного матеріалу.
Наприклад, використовуються, як і раніше, великі форми оркестрові. Виконуються кантати Кирила Стеценка «Молітесь, братія», «У неділеньку святую». Поновлено і «Байду» Гната Хоткевича. Однак цей і, наприклад, також складний оркестровий твір Петра Ніщинського «Закувала та сива зозуля» виконуються з попереднім читанням поезії, мов би поетичним епіграфом. Тут керівник використовує творчий потенціал артиста капели, поета, члена Національної спілки письменників України Ярослава Чорногуза, який написав власний вірш спеціально для кантати «Байда». Інший його вірш «Маніфест кобзарства», який передує вже згаданому творові Петра Ніщинського. Літературне оформлення музики підсилює ефект від майстерно виконаної музики і заряджає енергією не лише зал, а й самих колег артистів. Крім того, керівник додав мажорну постлюдію, яка раніше не використовувалась капелою. І це змінило настрій твору з песимістичного на оптимістичний. Віктор Скоромний продовжив лінію демонстрування можливостей сучасної бандури і набутків хорової майстерності капели у виконанні творів світової класики. Капела розучила чоловічий хор з опери «Ріголетто» Джузеппе Верді в оркеструванні Володимира Голубничого, «Хор мисливців» з опери Карла Марії фон Вебера «Вільний стрілець» та «Серенаду Сміта» з опери Жоржа Бізе «Пертська наречена». Цікаво, всі ці твори капела виконує українською, демонструючи вітчизняним глядачам багатство і розмаїття другої у світі за музичністю мови. Переклади двох останніх творів також зроблені поетом капели Ярославом Чорногузом. Віктором Скоромним збагачено репертуар духовної музики, продовжено співпрацю з видатними співаками сучасності, максимально використовуються творчий потенціал артистів капели. Скажімо, Максим Воловоденко виступає і як соліст-вокаліст, соліст бандурист-співак і соліст-інструменталіст капели.
13 вересня 2013 наказом міністра культури генеральним директором — художнім керівником капели призначений Курач Юрій Володимирович. За освітою — хоровий диригент, педагог, викладач. Як практик має значний досвід роботи з мішаними, а найбільше — з суто чоловічими хоровими колективами. Юрія Курача характеризує висока вимогливість до себе, вдумливість, відповідальне ставлення до роботи, потужний динамізм, відчуття часу, вимог сьогодення Юрій Курач має глибоке знання вокальної специфіки роботи з хоровим колективом, вміє творити унісонне монолітне звучання хору, має вірне розуміння бандурного звуковидобування відповідно до особливостей, характеру звучання кожного виконуваного твору, (глибокий протяжний щипок бандурних струн у творі Каччіні «Аве Марія»), зв'язний, з використанням ланцюгового дихання легатний стиль виконання наспівних творів, контрастність виконання кожної частини виконуваного твору, чергування легато і стакато навіть у маршових піснях таких, як «Їхав козак за Дунай», глибоке знання особливостей виконання лемківських, бойківських, галицьких народних пісень.
Значну увагу керівник колективу приділяє поглибленню традиційного репертуару капели в умовах незалежної України. Позбавлена необхідності оспівувати Комуністичну партію, капела працює над історичними піснями, такими, як «Про Супруна», «Про Бондарівну», «Про Морозенка», «Про Нечая», які в сучасному оркеструванні набувають ширини і глибини народної думи. Використовуються і твори думного характеру, такі, як «Дума» з поеми «Сліпий» Тараса Шевченка. Значна увага приділяється виконанню колядок та щедрівок в оригінальному аранжуванні В. Грицишина. Вишуковуються чудові за музикою, але раніше мало знані колядки та щедрівки, застосовується форма віночка щедрівок, талановито виконана диригентом капели Володимиром Маруничем. Цікаві обробки народних пісень з ускладненням інструментального супроводу, змінами темпоритму та динаміки, модуляціями, робить диригент капели, народний артист України Андрій Козачок. Розвиваються малі форми бандурного музикування. Якщо при Миколі Гвоздю існував лише один квартет бандуристів, то нині їх — кілька. Збагачено інструментальні можливості оркестрової групи капели (керівник — заслужений артист України Юрій Гвоздь), введено ще один баян, тромбон, ксилофон, ударні інструменти. Капела виконує широкі інструментальні оркестрові полотна, такі, зокрема, як «Гірські потоки» (музика В. Марунича). Народні пісні виконуються з іще більшою театралізацією як вокально-викнавською, так і інструментальною. Це властиво таким народним пісням як «Із сиром пироги» (обробка В. Марунича), сучасному творові «Їхали козаки» (сл. С. Момота, музика К. Момота). Новинкою виконання є також залучення до співпраці з капелою таких видатних майстрів художнього читання, як Герой України, народний артист України Анатолій Паламаренко. Раніше він просто виконував твори перед музичними номерами капели. Нині ж, скажімо, твір Остапа Вишні «Ярмарок» виконується ним з музичним та вокальним супроводом капели чи оркестрової групи.
За неповних 3 роки керівництва Ю. Курача капела записала 6 компакт-дисків народних пісень, дум, колядок та щедрівок. Плідно і професійно працює з київським Будинком звукозапису. В штаті капели професійний звукорежисер О. Грицишин. НЗКБУ ім. Г. Майбороди вже неодноразово виступала з концертами у зоні АТО перед воїнами — оборонцями незалежної України. Концерти проходили з великим успіхом. Капела продовжує співпрацю з видатними співаками сучасності — Сергієм Магерою, Тарасом Штондою, М. Стеф'юк, С. Ковніром, братами Павлом і Петром Приймаками та ін.
У 2018 році в Україні на державному рівні була відзначена пам'ятна дата — 100 років з часу створення Кобзарського Хору (нині — Національна заслужена капела бандуристів України ім. Г. Майбороди) (1918). У Києві відбувся Міжнародний форум бандуристів, присвячений ювілею першого професійного кобзарського хору. До 100-річчя капели Національний банк України випустив срібну монету.

## Звукозаписи
В 1975 фірма «Мелодія» випустила подвійну платівку «Співає капела бандуристів».
Платівка 1
Українські народні пісні

1. Реве та стогне Дніпр широкий
(Т.Шевченко)

2. Од Києва до Лубен
(обр. І. Антоновського)

3. Взяв би я бандуру
(обр. Г. Куляби) — соліст Анатолій Кочерга

4. Та туман яром котиться
(обр. М.Лисенка)

5. Ой у полі три криниченьки
(обр. М.Лисенка) — солісти Андрій Шкурат, Віталій Підгорний

6. Сусідка
(обр. Я.Яциневича)

7. Український тропак
(обр. Д.Піки) — соліст Євген Береза

8. Гомін, гомін по діброві
(українська нар. пісня, обр. К.Данькевича)

9. Чорнії брови, карії очі
(українська нар. пісня, обр. О.Міньківського) — соліст Петро Довбня 

10. Та орав мужик край дороги
(українська нар. пісня, обр. І.Антоновського)

11. Пісня Карася з опери «Запорожець за Дунаєм»
(С. Гулак-Артемовський) — соліст Геннадій Смірнов

12. Віночок з українських народних пісень
(обр. І.Антоновського) — соліст Євген Береза
Платівка 2

Пісні радянських композиторів

1. З іменем Леніна
(А.Філіпенко — В.Бичко)

2. Грай, моя бандуро
(А.Кос-Анатольський — Д.Луценко) — солісти Геннадій Несчотний, Іван Коломієць

3. З Кавказом говорять зелені Карпати
(В.Верменич — М. Сом) — Геннадій Смірнов

4. Слава робочим рукам
(К.Мясков — М.Упеник) — соліст Андрій Шкурат

5. Клятва Іллічу, з кантати «Ленін»
(О.Красотов — О.Михайлик)

6. Краю мій рідний
(К.Домінчен — І.Майовий) — солісти Іван Коломієць, Андрій Шкурат

7. Я жил в такие времена
(О.Білаш — М.Рибалка) — соліст Микола Кондратюк

8. Баллада о трубачах
(І.Шамо — І.Кротов)

9. Песня о Днепре
(М.Фрадкін — Є.Долматовський) — соліст Анатолій Кочерга

10. Червоні вершники
(О.Білаш — М.Томенко)

11. Журавли
(Я. Френкель — Р. Гамзатов, переклад Н.Гребнєва) — соліст Микола Кондратюк

12. Баллада о городах-героях
(І.Шамо — В.Куринський) — соліст Микола Заколодяжний